# Esplugallonga

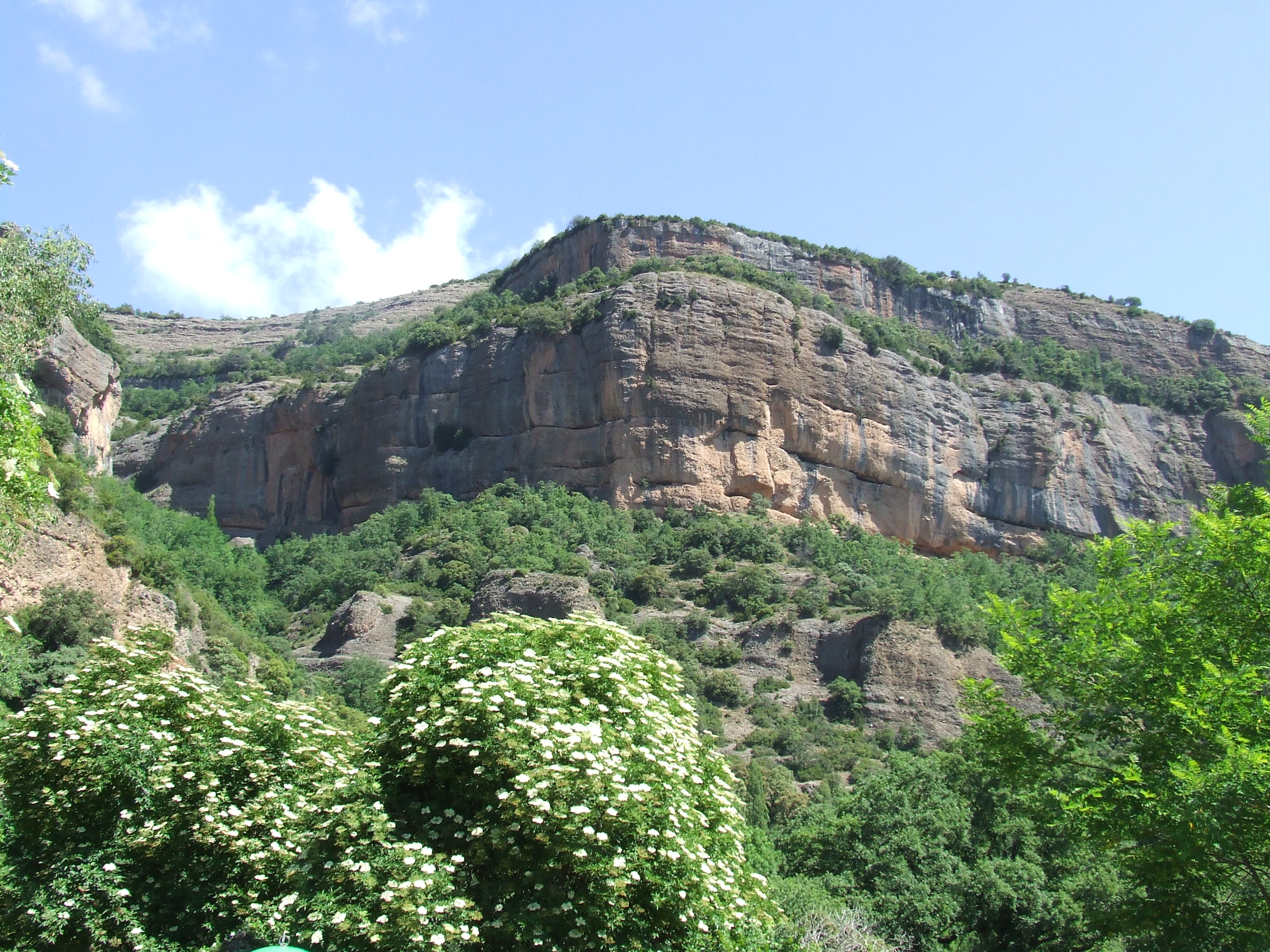
Lugar donde se encuentra el despoblado de Esplugallonga.

El despoblado de Esplugallonga está situado al norte-noreste del pueblo de Serradell, perteneciente al antiguo término de Toralla y Serradell, actualmente del término de Conca de Dalt de la provincia de Lérida.
Se trata de un conjunto de restos medievales de carácter a la vez defensivo y civil, que evidencian un hábitat troglodítico que aprovecha las grandes grutas y cuevas de la región.
Cercanos a este despoblado, hay dos más de la misma época y de características similares: Sorta y Espluguell.